# Роман-Шор (приток Чёрмоза)
Роман-Шор — река в России, протекает в Ильинском районе Пермского края. Устье реки находится на 46-м км левого берега реки Чёрмоз. Длина реки составляет 15 км. В верховьях до впадения Западного Роман-Шора называется также Северный Роман-Шор.
Исток реки в лесах Верхнекамской возвышенности на границе с Юсьвинским районом в 11 км к юго-востоку от села Купрос. Рядом находится исток одноимённой реки, притока Иньвы. Река течёт на юг, всё течение кроме низовий проходит по ненаселённому лесному массиву. Приток — Западный Роман-Шор (правый). Впадает в Чёрмоз в черте села Ивановское.

## Данные водного реестра
По данным государственного водного реестра России относится к Камскому бассейновому округу, водохозяйственный участок реки — Кама от города Березники до Камского гидроузла, без реки Косьва (от истока до Широковского гидроузла), Чусовая и Сылва, речной подбассейн реки — бассейны притоков Камы до впадения Белой. Речной бассейн реки — Кама.